# 2411 Zellner
A 2411 Zellner (ideiglenes jelöléssel 1981 JK) a Naprendszer kisbolygóövében található aszteroida. Edward L. G. Bowell fedezte fel 1981. május 3-án.